# 1994 Шејн
1994 Шејн (енгл. 1994 Shane) је астероид главног астероидног појаса чија средња удаљеност од Сунца износи 2,678 астрономских јединица (АЈ).
Апсолутна магнитуда астероида је 11,60.